# Rödinghausen
Rödinghausen est une commune de Rhénanie-du-Nord-Westphalie (Allemagne), située dans l'arrondissement de Herford, dans le district de Detmold, dans le Landschaftsverband de Westphalie-Lippe.

## Personnalités liées à la ville
- Otto Coester (1902-1990), graphiste né à Rödinghausen.
- Ingo Nentwig (1960-2016), sinologue né et mort à Rödinghausen.